# Iujnouralsk
Iujnouralsk - Южноуральск (rus) és una ciutat de l'óblast de Txeliàbinsk, a Rússia.

## Geografia
Iujnouralsk es troba al sud dels Urals, a la riba sud-est de la reserva de Iujnouralsk, un llac artificial format a la vora de l'Uvelka el 1952. La vila es troba a 88 km al sud de Txeliàbinsk i a 7 km de l'estació de tren Nijneuvelskaia, a la línia entre Txeliàbinsk, Troitsk i Orsk.

## Història
Fundada el 1948 dins el marc d'un projecte de construcció d'una central tèrmica, Iujnouralski aconseguí l'estatus de possiólok (poble) el 28 d'agost del 1950 i el de ciutat l'1 de febrer del 1963, quan prengué el nom de Iujnouralsk.